# Jaitugi
Jaitugi (r. c. 1191-1200), también conocido como Jaitrapala, fue un gobernante de la dinastía Seuna de la región del Decán en India.

## Primeros años
Jaitugi era hijo de su predecesor Bhillama V, que derrocó la soberanía a los chalukya occidentales para independizarse. El último registro existente del reinado de Bhillama está fechado en agosto de 1191, mientras que el primer registro existente del reinado de Jaitugi está fechado en diciembre de 1192. La inscripción de Bijapur, fechada el 25 de diciembre de 1196, afirma que fue emitida durante el sexto año del reinado de Jaitugi. Estas evidencias sugieren que Jaitugi ascendió al trono a finales de 1191.

## Carrera militar

### Victoria sobre los kakatiyas
Durante el reinado de su padre Bhillama, Jaitugi participó en las guerras de su padre contra el rey hoysala Veera Ballala II, resistiendo los intentos del enemigo de capturar Kalyani y Devagiri. Bhillama finalmente sufrió una derrota contra los hoysalas. Aprovechando el debilitado poder de los yadava, los kakatiya habían invadido la parte oriental del reino Yadava. Las tres dinastías —los yadavas, los hoysalas y los kakatiyas— eran antiguos feudatarios de los chalukya occidentales. Los Yadavas se consideraban verdaderos sucesores de los Chalukyas y, por lo tanto, esperaban que los Kakatiyas reconocieran su soberanía.
Una vez que el conflicto yadava-Hoysala se calmó, y el poder Yadava se estabilizó, Jaitugi lanzó una exitosa campaña contra los Kakatiyas alrededor de 1194. El poeta de la corte Yadava, Jemadri Pandit describe esta victoria
Se sabe que Jaitugi derrotó al rey kakatiya Mahadeva, que llegó hasta la capital yadava Devagiri, como atestigua la inscripción Garavapada. El prashasti (elogio) de Jemadri Pandit nombra en realidad al rey kakatiya asesinado como “Raudra” (no “Rudra”). La formación de la palabra sánscrita “Raudra” puede traducirse como “[hijo] de Rudra”, pero no se sabe que Rudra tuviera un hijo. Según el historiador A. S. Altekar, “Raudra” es un error clerical para “Rudra”, posiblemente cometido por un escriba que estaba «ansioso por diferenciar entre las dos palabras consecutivas en la expresión rudrasya rudrakriteh». Por lo tanto, Altekar concluye que dicha formación de palabras no se refiere a un hermano. Además, la muerte de Rudra en la guerra puede explicar el debilitamiento del poder de los kakatiya. El historiador P.V.P. Sastry se opone a esta teoría, argumentando que ninguna otra evidencia la apoya, y que Jemadri Pandit probablemente confundió a Mahadeva con el hijo de Rudra.
Ganapati, el hijo del sucesor de Rudra, Mahadeva, fue hecho prisionero por los yadavas en una batalla. Algunos años más tarde (posiblemente en 1198), Mahadeva también murió en una batalla contra los yadavas. Jaitugi intentó poner los territorios kakatiyas bajo su dominio directo, pero no lo consiguió. Por lo tanto, alrededor de 1198, decidió liberar a Ganapati y dejarle gobernar el reino Kakatiya como un feudatario yadava. Ganapati parece haber permanecido leal a los yadavas durante toda su vida.

### Afirmaciones de la inscripción Managuli
La inscripción Managuli (o Mangoli) afirma que Jaitugi derrotó a los cholas, los pandyas, los malavas (los paramaras de Malwa), los latas, los gurjaras (los chaulukyas), los turushkas, y los reyes de Nepala y Panchala. Esta afirmación no está respaldada por ninguna prueba histórica y parece ser un alarde vacuo.
En el mejor de los casos, es posible que los yadavas salieran victoriosos en algunas escaramuzas fronterizas en las regiones vecinas del norte de Malwa y Lata. El general yadava Sahadeva hizo incursiones en Malwa mientras el rey paramara Subhatavarman estaba ocupado en un conflicto en la región de Lata.

## Últimos años
Jaitugi fue sucedido por su hijo Simhana. No está claro cuándo tuvo lugar esta sucesión. La última inscripción de Jaitgui está datada en 1196. Diferentes registros sugieren que el primer año de gobierno de su sucesor Simhana fue 1200, 1207 o 1210. Una inscripción de Simhana está fechada en 1197. Pero como a Jaitugi se le atribuye el nombramiento de Ganapati como vasallo de los kakatiya hacia 1198, no parece que Simhana fuera el rey en 1197. Según el historiador Anant Sadashiv Altekar, es posible que Simhana se asociara formalmente a la administración de su padre como heredero natural (yuvaraja) después de 1200, y ascendiera al trono en 1210. Por lo tanto, Atlekar dató el final del reinado de Jaitugi en 1210. Por otro lado, el historiador T. V. Mahalingam cree que Simhana sucedió a Jaitugi en 1200, y tuvo una segunda coronación en 1210, cuando derrotó a los hoysalas en el sur. Esta teoría se basa en el hecho de que las inscripciones que datan la ascensión de Simhana en 1210 se encontraron en la parte sur de su reino.

## Administración
El primer ministro (maha-pradhana) de Jaitugi era Sankama, que también era general y tenía el feudo de Tardavadi mil. El mérito de las victorias militares de Jaitugi sobre los kakatiyas se debe en gran parte a Sankama.
Entre los feudatarios chalukyas que permanecieron leales a Bhillama y Jaitugi se encontraban los hermanos Nikumbha Soi-deva y Hemadi-deva, que gobernaban en Khandesh.
Jaitugi patrocinó a varios eruditos, incluyendo a Lakshmidhara, el hijo del astrónomo Bhaskara Achariaa. Lakshmidhara sirvió como pandit de la corte de Jaitugi, y destacó como erudito.